# Victòria Pagès Sales
Victòria Pagès Sales   (Barcelona, c. 1968) és una actriu de teatre, cinema, doblatge i televisió barcelonina.

## Biografia

### Primers anys
Va descobrir el teatre a l'escola i va estudiar la carrera d'Història abans de dedicar-se a l'actuació. A la televisió va debutar amb el programa infantil Matraca, no! i, llavors, va formar part dels inicis del Club Super 3 amb el personatge de la Nets, paper que va interpretar durant un any i tres mesos. Al mateix canal va doblar la veu de Josie a El món d'en Beakman, que es va començar a emetre en català el 1994.

### Papers televisius
Posteriorment, també va actuar a Oh! Europa (1994) i Oh! Espanya (1996–1997) com a Meritxell, Sitges com a Cinta (1996–1997), El cor de la ciutat com a Carme Bosch (2000–2009), Ventdelplà com a Mercè (2010), La sagrada família com a Dul (2010-2011), Merlí com a Aurèlia Bonet (2015) i Nit i dia com a jutgessa Olga Comas.

### Carrera teatral
En teatre ha treballat amb directors com Joan Ollé a El jardí dels cinc arbres (2009), Nô (2010), Joan Maragall, la llei d'amor (2010) o À la ville de... Barcelona! (2012); Ramon Simó i Vinyes a Escenes d'una execució (2002) o Arcàdia (2007), amb la qual va ser guardonada amb el Premi de la Crítica barcelonina a la millor interpretació; o Toni Casares a La sang i El gos del Tinent (1999), entre d'altres. Va formar part de la Companyia del Teatre Romea dirigida per Calixto Bieito, on va participar en projectes internacionals com Peer Gynt (2006), Tirant lo blanc (2007) o El Rei Lear (2004). Ha actuat al Teatre Nacional de Catalunya sota la direcció de Joan Ollé a Doña Rosita la soltera o el lenguaje de las flores de Federico García Lorca i a Somni d'una nit d'estiu de William Shakespeare; de Lluís Homar a L'art de la comèdia d'Eduardo De Filippo i d'Àngel Llàcer al musical Molt soroll per no res de Shakespeare. El 2022 va formar part de l'obra Obsolescència programada, escrita per Anna Maria Ricart i dirigida per Mònica Bofill.

### Cinema i doblatge
En cinema ha treballat en pel·lícules com Ingrid (2009) o Atraco (2012) d'Eduard Cortés i El joc del penjat, de Manuel Gómez Pereira. En televisió ha participat en nombroses sèries com Sitges, La sagrada família, El cor de la ciutat o Oh! Europa.
Ha doblat al català les veus d'Audrey Hepburn (a pel·lícules com Esmorzar amb diamants), Meg Ryan (per exemple, a Tens un e-mail), Kristin Scott Thomas (El pacient anglès), Carrie-Anne Moss (en el personatge de Trinity de Matrix), Halle Berry (X-Men: La decisió final), Amanda Peet (2012) i Olivia Colman. El 1993, a La llista de Schindler va posar veu a una de les presoneres del camp de concentració de Płaszów.